# Doojoon
Yoon Doo Joon (en hangul, 윤두준; en hanja, 尹斗俊; Goyang, Gyeonggi, 4 de julio de 1989), más conocido por su nombre monónimo Doojoon, es un cantante y actor surcoreano. Es miembro del grupo masculino surcoreano Highlight.

## Biografía
Es hijo de Yoon Yong-chan y U Jong-bun, tiene una hermana mayor llamada Yoon Doo-ri.
Asistió a la Universidad de Kyung Hee de donde se graduó en musicología posmoderna; asiste a la Universidad Dongshin.
El 24 de agosto de 2018 inició su servicio militar obligatorio, el cual finalizó el 10 de abril de 2020.

## Carrera
Desde 2009 forma parte de la banda surcoreana Highlight (previamente conocida como «BEAST»).
Ha aparecido en sesiones fotográficas para "Ceci", entre otros.
En julio de 2012 apareció por primera vez en el programa de televisión surcoreano Running Man (también conocido como «Leonning maen») donde formó parte del equipo «Idol Team» junto a Jung Yong-hwa, Lee Joon, Nichkhun, Si-wan, Eun-hyuk y Ham Eun-jeong. En agosto de 2013 apareció nuevamente en el programa ahora formando parte del equipo «Ji-hyo & Beast» junto a Song Ji-hyo y Lee Gi-kwang. En 2014 tuvo una aparición especial formando parte del equipo «Team Seol Ki-hyeon and Idols» junto a Baro, Kim Dong-jun, Lee Chang-min, Lee Gi-kwang, Lee Min-hyuk, Leo y Yang Yo-seob.
En 2015 participó en un partido en beneficencia entre "Jeju Alliance Team will verse FC-MEN Team" donde participaron Ji Chang-wook, Park Gun Hyung, Lee Wan, Lee Ki-kwang, Jeong Jin-woon, Baro, Woohyun y Lim Seulong.
En 2016 apareció como invitado en el último episodio de la serie Let's Fight, Ghost.
En 2017 apareció como invitado en el programa King of Mask Singer.
Ese mismo año apareció como invitado en el primer episodio de la serie Because This is My First Life donde dio vida a Oscar.
El 29 de enero de 2018 se unió al elenco principal de la serie Radio Romance donde interpretó al actor Ji Soo-ho, una famosa estrella de televisión que termina convirtiéndose en un DJ de un programa de radio y que está enamorado de la escritora del programa Song Geu-rim (Kim So-hyun), a quien conoce desde que era joven, hasta el final de la serie el 20 de marzo del mismo año.
En abril del mismo año se anunció que se había unido al elenco de la serie Let's Eat 3 donde volvió a interpretar a Goo Dae-young, hasta el final de la serie en agosto del mismo año.
En 2022 se unirá al elenco principal de la serie There’s No Goo Pil Soo (también conocida como "Can't Give Up") donde dará vida a Jung Seok, un genio típico que se crio en el campo sin ninguna educación privada y entró en la mejor universidad de Seúl y que cree que estudiar es lo más fácil del mundo y que la única forma en que puede tener éxito es iniciando su propio negocio.
El 17 de marzo del mismo año, se anunció que estaba en pláticas para unirse al elenco principal de la serie Ildangbaek Butler.

## Filmografía

### Series de televisión
| Año               | Título                        | Personaje     | Notas        |
| ----------------- | ----------------------------- | ------------- | ------------ |
| 2022 - presente   | There’s No Goo Pil Soo        | Jung Seok     | [ 19 ]       |
| 2013 - 2015, 2018 | Let's Eat                     | Goo Dae-young | 48 episodios |
| 2018              | Radio Romance                 | Ji Soo-ho     | 16 episodios |
| 2017              | Because This is My First Life | Oscar         | ep. #1       |
| 2016              | Let's Fight, Ghost            | Goo Dae-young | ep. #16      |
| 2015              | Splash Splash Love            | Rey Lee-do    | 2 episodios  |
| 2013              | Iris II: New Generation       | Seo Hyun-Woo  | 20 episodios |

### Películas
| Año  | Título               | Personaje      | Notas                                                                                      |
| ---- | -------------------- | -------------- | ------------------------------------------------------------------------------------------ |
| 2022 | Honest Candidate 2   |                | junto a Ra Mi-ran, Kim Mu-yeol, Seo Hyun-woo y Park Jin-joo                                |
| 2013 | IRIS 2: The Movie    | Seo Hyun-Woo   | junto a Lee Da-hae, Lee Beom-soo, Oh Yeon-soo, Jo Sung-ha y Lee Joon                       |
| 2012 | Marrying the Mafia V | Jang Yeong-min | junto a Sung Dong-il, Kim Seung-woo, Jung Joon-ho, Kwanghee, Park Sang-wook y Kim Min-jung |

### Programas de variedades
| Año              | Programa                                            | Notas                                                                                                  |
| ---------------- | --------------------------------------------------- | --- |
| 2022             | DoReMi Market (Amazing Saturday)                    | (ep. #205) - invitado                                                                                  |
| 2021             | Racket Boys                                         | miembro                                                                                                |
| 2021             | Comeback Home                                       | [ 26 ]                                                                                                 |
| 2021             | Knowing Bros (Ask Us Anything)                      | invitado - junto a Highlight                                                                           |
| 2020             | Amazing Saturday (DoReMi Market)                    | invitado                                                                                               |
| 2020             | 4 Wheeled Restaurant: Will They Eat When Delivered? | [ 29 ] [ 30 ]                                                                                          |
| 2018             | Ball Show Lee Young Pyo                             | junto a Lee Young-pyo y Shin Ah-young                                                                  |
| 2016, 2017, 2018 | Battle Trip                                         | 5 episodios (Ep. 1, 52-53, 81-82) - junto a Dongwoon y Lee Ki-kwang                                    |
| 2017             | Living Together in Empty Room                       | Ep. 20–22 - miembro - junto a DinDin y Lim Ju-eun                                                      |
| 2017             | I Live Alone                                        | Ep. 191 - invitado                                                                                     |
| 2017             | King of Mask Singer                                 | junto a Yong Jun-hyung - invitado                                                                      |
| 2012 - 2017      | Weekly Idol                                         | 12 episodios (#58-59, #109-110, #151, #156, #209, #239-240, #257-258)                                  |
| 2016             | Infinite Challenge                                  | Ep #474 - invitado                                                                                     |
| 2015 - 2016      | Law of the Jungle in Samoa                          | 5 episodios (#186 – 190)                                                                               |
| 2012 2013 2014   | Running Man                                         | episodio #104 episodio #199 - junto a Lee Ki-kwang y Yang Yo-seob episodio #162 - junto a Lee Ki-kwang |
| 2012, 2013, 2014 | Hello Counselor                                     | 3 episodios - (Ep. 88, 138 y 195) - invitado                                                           |

### Videos musicales
| Año  | Artistas                 | Canción                                             | Notas                        |
| ---- | ------------------------ | --------------------------------------------------- | ---------------------------- |
| 2010 | G.NA feat. Yong Junhyung | I'll Back Off So You Can Live ("꺼져 줄게 잘 살아") | apareció en el video musical |

### Presentador
| Año  | Programa                  | Notas                                                         |
| ---- | ------------------------- | ------------------------------------------------------------- |
| 2018 | 54th Baeksang Arts Awards | junto a Baek Jin-hee                                          |
| 2017 | KBS Drama Awards          | junto a Kim So-hyun                                           |
| 2014 | 28th Golden Disk Awards   | junto a Min-ho, Jung Yong-hwa, Oh Sang-jin, Taeyeon y Tiffany |

### Revistas / sesiones fotográficas
| Año  | Título  | Notas  |
| ---- | ------- | ------ |
| 2020 | W Korea | [ 37 ] |

### Anuncios
| Año  | Título         | Notas               |
| ---- | -------------- | ------------------- |
| 2014 | Typhoon Noodle | junto a Kim So-hyun |

## Premios y nominaciones
| Año  | Categoría                               | Premio                  | Serie                                  | Resultado |
| ---- | --------------------------------------- | ----------------------- | -------------------------------------- | --------- |
| 2018 | Best Couple Award (junto a Kim So-hyun) | KBS Drama Award         | Radio Romance                          | Nominados |
| 2018 | Popularity Award - Actor                | 3rd Asia Artist Award   | -                                      | Nominado  |
| 2016 | Best Kiss Award (junto a Seo Hyun-jin)  | tvN10 Award             | Let's Eat 2                            | Nominados |
| 2016 | Romantic-Comedy King                    | tvN10 Award             | Let's Eat 2                            | Nominado  |
| 2015 | Rising Actor Award                      | tvN go Award            | Let's Eat                              | Ganó      |
| 2010 | Rookie Comedy Award                     | MBC Entertainment Award | All My Love & More Charming By the Day | Ganó      |